# Любинка Басотова
Любинка Басотова (на македонска литературна норма: Љубинка Басотова) е класическа филоложка от Северна Македония.

## Биография
Родена е на 15 октомври 1934 година в Скопие, тогава в Кралство Югославия. Басотова е редовен професор в Института за класически изследвания при Философския факултет на Скопския университет. Публикувала е много научни статии в областта на класическите изследвания в местни и чуждестранни списания. Авторка е на множество преводи от латински и старогръцки на важни произведения на класическата и средновековната литература. Особено важни са нейните преводи и преводи в оригиналния метър на произведенията на Цицерон, Цезар, Витрувий, Курций Руф, Юстин, Еразъм Ротердамски, Августин, Вергилий, Овидий, Хораций, Софокъл, както и преводи от латинските и гръцките извори за средновековната история на Македония. Авторка е на седем учебника по латински за средните училике. Дългогодишен сътрудник на международното списание „Жива Антика“, член е на редакцията на „Портал“, издание на Асоциацията „Македонски духовни конаци“ в Струга. Носителка е на много награди и признания за своята преводаческа дейност.
Умира на 18 юни 2020 година в Скопие.